# Holthausen (Hagen)

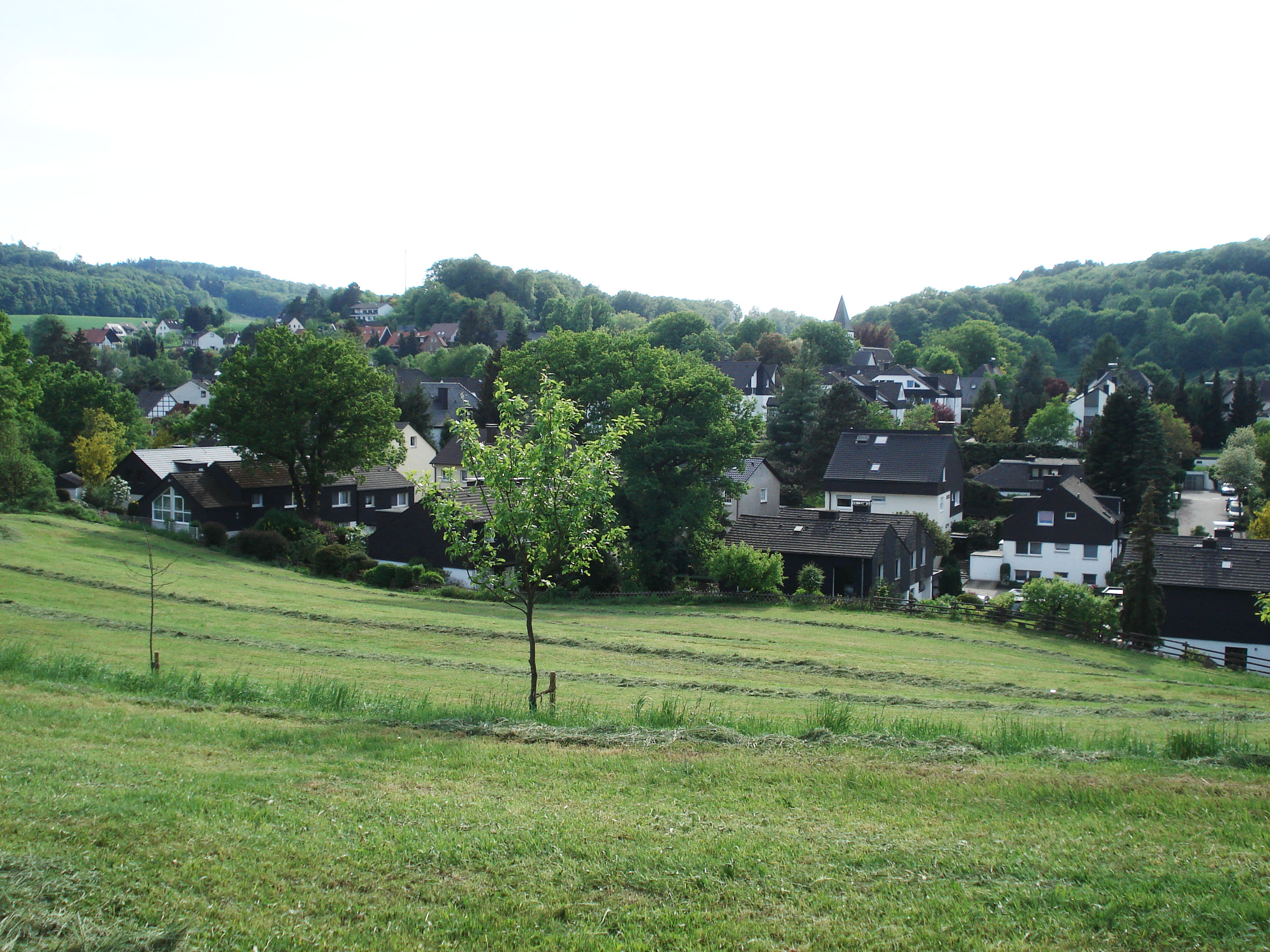
Blick auf Holthausen

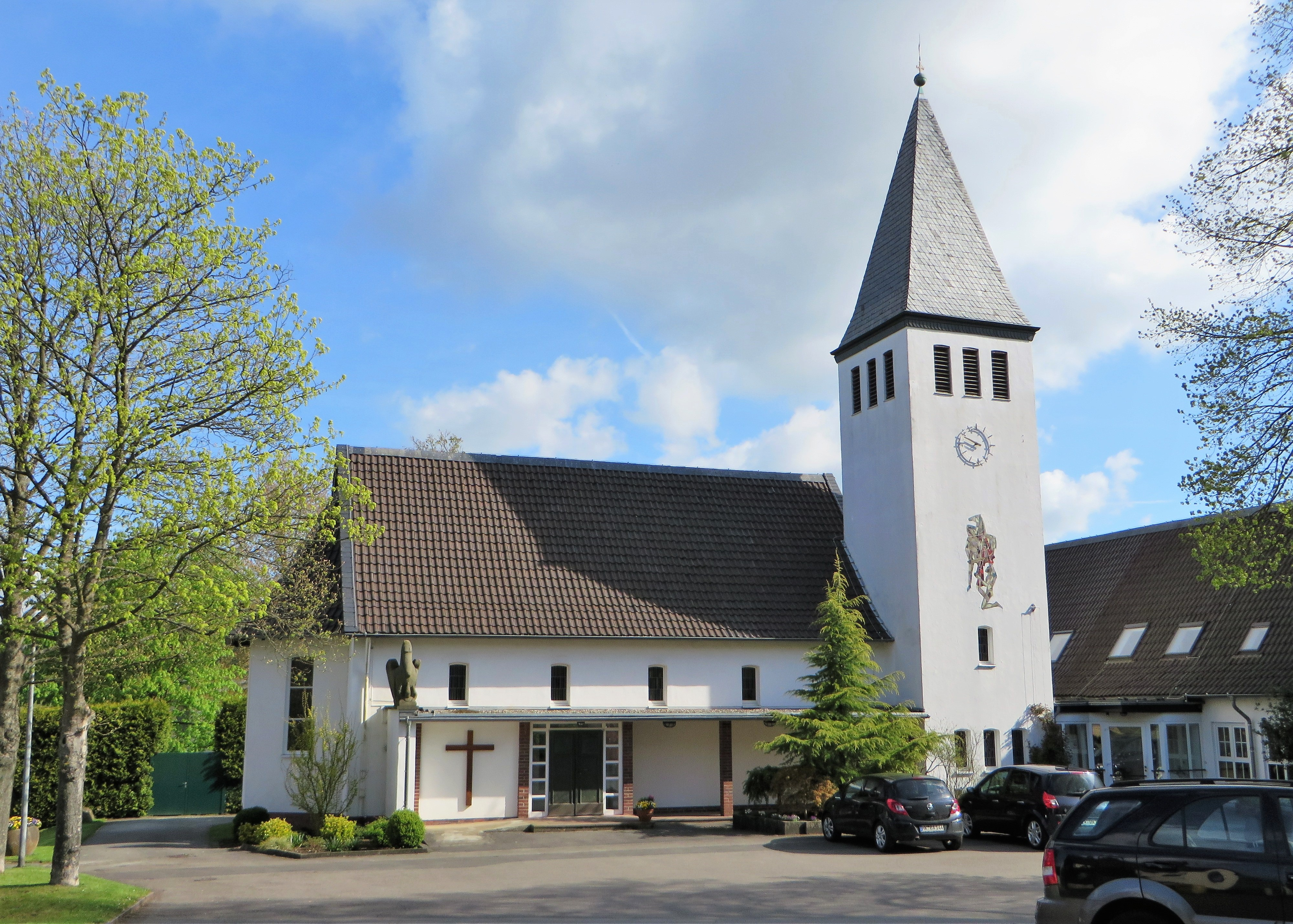
Gnadenkirche in Holthausen

Holthausen ist ein Ortsteil im Stadtbezirk Hohenlimburg der kreisfreien Großstadt Hagen in Nordrhein-Westfalen und hat 1633 Einwohner (2018).

## Geografie
Das in einem Nebental der Lenne westlich von Hohenlimburg gelegene Holthausen wird vom Holthauser Bach durchflossen. Östlich führt die Bundesstraße 7 vorbei, westlich liegt der Ortsteil Haßley und führt die Bundesautobahn 45 vorbei. Umgeben ist Holthausen von dem Landschaftsschutzgebiet Egge und den Naturschutzgebieten Hünenpforte, Raffenberg, Lange Bäume, Holthauser Bachtal, Mastberg und Weißenstein mit der Blätterhöhle und dem Barmer Teich.

## Geschichte
Erstmals wurde Holthausen im Jahre 1229 als Holthusen im Güter- und Einkünfteregister des Frauenkonvents und späteren adligen Damenstifts Herdecke erwähnt.
In der ersten Hälfte des 13. Jahrhunderts entstand in der Nähe oberhalb des Lennetales auf dem Raffenberg die Raffenburg als Territorialbefestigung der Erzbischöfe von Köln, die seit 1180 auch Herzöge von Westfalen waren. Die Burg wurde jedoch bereits 1288 wieder zerstört. Auf dem Bergrücken der Hünenpforte auf dem Boden des Ortsteils Holthausen finden sich die Reste der Rücklenburg. Die kleine Befestigungsanlage mit einigen Häusern, Wall und Graben sowie einem turmartigen Gebäude existierte zu gleicher Zeit wie die Raffenburg und wurde vermutlich auch zusammen mit ihr zerstört. Zwischen der Rücklenburg und der Raffenburg befand sich auf der Flur „Alte Statt“ eine mittelalterliche Siedlung. Archäologische Befunde sprechen dafür, dass diese Siedlung in einem Zusammenhang zu der Raffenburg und der Rücklenburg stand. Brandreste deuten auf eine Zerstörung durch Feuer hin.
Das östlich der Lenne liegende Kloster Elsey kaufte am 29. Juni 1330 in Holthausen für 90 Mark Soester Pfennige einen Hof von Goswin von Hattingen und am 5. Juni 1387 ein Gut in Holthausen von Arnd Stock, Burgmann zu Limburg. Im Jahre 1811 vor der Aufhebung des Stifts Elsey hatte der Haarmanns Hof an Abgabe zu leisten: 12 Scheffel Roggen, 12 Scheffel Gerste, 24 Scheffel Hafer, 3 Schweine und 6 Hühner. Die Abgabe des Köppern Hofes betrug: 10 Scheffel Roggen, 10 Scheffel Gerste, 16 Scheffel Hafer, 2 Schweine und 4 Hühner. Im 13. Jahrhundert verfügte das Herdecker Stift über den Zehnten zu Holthausen, im 14./15. Jahrhundert die Herren von Volmerstein.
Holthausen gehörte ehemals in der Eppenhauser Mark zur Bauerschaft Haßley und im Amt Wetter, Kirchspiel und Gericht Hagen zur Grafschaft Mark. Im Schatzbuch der Grafschaft Mark von 1486 werden in der Burschop Hasselen elf steuerpflichtige Hofbesitzer mit einer Abgabe zwischen ein und acht Goldgulden genannt. Die Herren von Berchem waren in der ersten Hälfte des 14. Jahrhunderts mit drei Volmersteiner Höfen in Haßley belehnt. Der Haßleyer Schultenhof war Besitz der Herren von Volmerstein, später mit zwei weiteren Höfen Herdecker Stiftsbesitz. Im Jahre 1501 gab es laut der Limburger Waldrolle in Holthausen 10 Höfe und 5 Kotten. Laut Schatzzettel von 1631 hatten in der Bauerschaft 19 Bewohner zwischen ½ und 4 Rtl. Steuern zu zahlen.
1550 wird im Milchenbachtal bei Holthausen eine dort arbeitende Eisenerzgrube erwähnt. Für 1596 lässt sich eine Erz- und Eisensteingrube auch in Haßley nachweisen.
Der Ortsname Holthausen kann mit „bei den Häusern am Gehölz“ umschrieben werden. Haßley, erstmals 1229 als Hasle erwähnt, wurde ursprünglich benannt als „Stelle, an der es Hasel(sträucher) gibt“.
Im Jahr 1705 gab es in Holthausen 21 Steuerpflichtige mit einer Abgabe an die Rentei Wetter von 3 Rtl. bis 65 Rtl. (Diederich Weberg zu Heßley). Ortsvorsteher war Caspar Brinckman. Das Urkataster-Güterverzeichníss von 1824 zählte im Dorf 16 Höfe mit einer Gesamtfläche von 1000 preußischen Morgen.
Vor der Franzosenherrschaft gehörte das Dorf zum Gericht und zur Rezeptur Hagen, die einen Teil des Kreises und der Rentei Wetter bildeten. In der Franzosenzeit gehörte Holthausen zur Mairie Boele, aus der später die Bürgermeisterei Boele wurde. Die Zählung der Gebäude und Einwohner von 1839 ergab für Holthausen 26 Wohnhäuser, 26 landwirtschaftliche Gebäude und 190 Einwohner (Haßley 12/24/71). Bei der Volkszählung von 1870 gab es 488 Einwohner und 1919 gab es 936 Einwohner. Gemeindevorsteher war 1847 Friedrich Schmalenbeck, ab 1858 Wilhelm Middendorf, ab 1879 W. Ostheide, ab 1894 Kommerzienrat Julius Ribbert, ab 1904 folgte Preußer und ab 1919 bis zur Eingemeindung war der letzte Gemeindevorsteher Julius Ostheide. Die Gemeinde Holthausen wurde am 1. August 1929 in die Stadt Hagen eingemeindet. Bei der Volkszählung von 1936 hatte Holthausen 984 Einwohner.
Am 31. Dezember 2018 hatte der Wohnbezirk Holthausen in 415 Wohnhäusern mit 826 Haushaltungen 1633 Einwohner.

## Blätterhöhle
In der sehr engen und tief in den Felsen führenden Blätterhöhle bei Holthausen wurden 2004 die Skelettreste von zahlreichen Menschen entdeckt. Nach wissenschaftlichen Untersuchungen stammen sie aus der frühen Mittelsteinzeit und aus der Jungsteinzeit. Sowohl die Überreste der mittelsteinzeitlichen als auch der jungsteinzeitlichen Menschen zählen zu den herausragenden archäologischen Funden in Europa. Die Funde aus der Mittelsteinzeit sind etwa 10.700 Jahre alt und repräsentieren damit die bisher ältesten Überreste von anatomisch modernen Menschen im Ruhrgebiet und in Westfalen. Die jungsteinzeitlichen Skelettreste, darunter das fast vollständig erhaltene Skelett einer 17- bis 22-jährigen Frau, gehören zu den wenigen bekannten Bestattungen der Michelsberger Kultur in Europa.